# Pic de Néouvielle
Pic de Néouvielle – szczyt w Pirenejach, w masywie Néouvielle. Położony jest w południowej Francji, na terenie gminy Saint-Lary-Soulan, w pobliżu granicy z Hiszpanią. Usytuowany jest na skraju Parku Narodowego Pirenejów. 
Pierwszego znanego wejścia dokonali Vincent de Chausenque i Bastien Teinturier, 10 lipca 1847.